# When Memory Calls
When Memory Calls è un cortometraggio muto del 1912 diretto da Frank Beal.

## Produzione
Il film fu prodotto dalla Selig Polyscope Company

## Distribuzione
Distribuito dalla General Film Company, il film - un cortometraggio in una bobina - uscì nelle sale cinematografiche statunitensi il 22 febbraio 1912.